# Die Umschau. Internationale Revue
Die Umschau: internationale Revue war eine politische Zeitschrift und wurde von Adam Johannes Haller in drei Jahrgängen von 1946 (September) bis 1948 herausgegeben. Sie erschien im Internationalen Universum-Verlag in Mainz. Sie war „[a]utorisiert durch Verfügung des Gouvernement Militaire Nr. 3428|Ja./DGAA/INF vom 11. Juli 1946“, also dem französischen Oberbefehlshaber in Deutschland Marie-Pierre Kœnig. (Zur Lizenzierungspflicht siehe Lizenzpresse).
Die Umschau wollte „dazu beitragen, die Entfremdung zwischen den Deutschen und der Welt aufzuheben“;

„sie will mit positiven Mitteln den deutschen Egozentrismus bekämpfen; was anderswo gedacht, erwogen, in Zweifel gezogen, geglaubt, gewünscht oder verabscheut wird, will sie dem deutschen Leser mitteilen, den Gestapo und oft genug auch selbstgewollte Selbstbeschränkung daran gehindert haben, davon Kenntnis zu erlangen.“

Die Mitarbeiter für die Zeitschrift wurden unter jenen gesucht, „die im äußern oder im innern Exil, die in Konzentrationslagern und Gefängnissen ihre Heimat fanden in den 12 Jahren deutscher Schmach und Schande, die wir nicht vergessen wollen, weil wir aus ihnen zu lernen haben.“

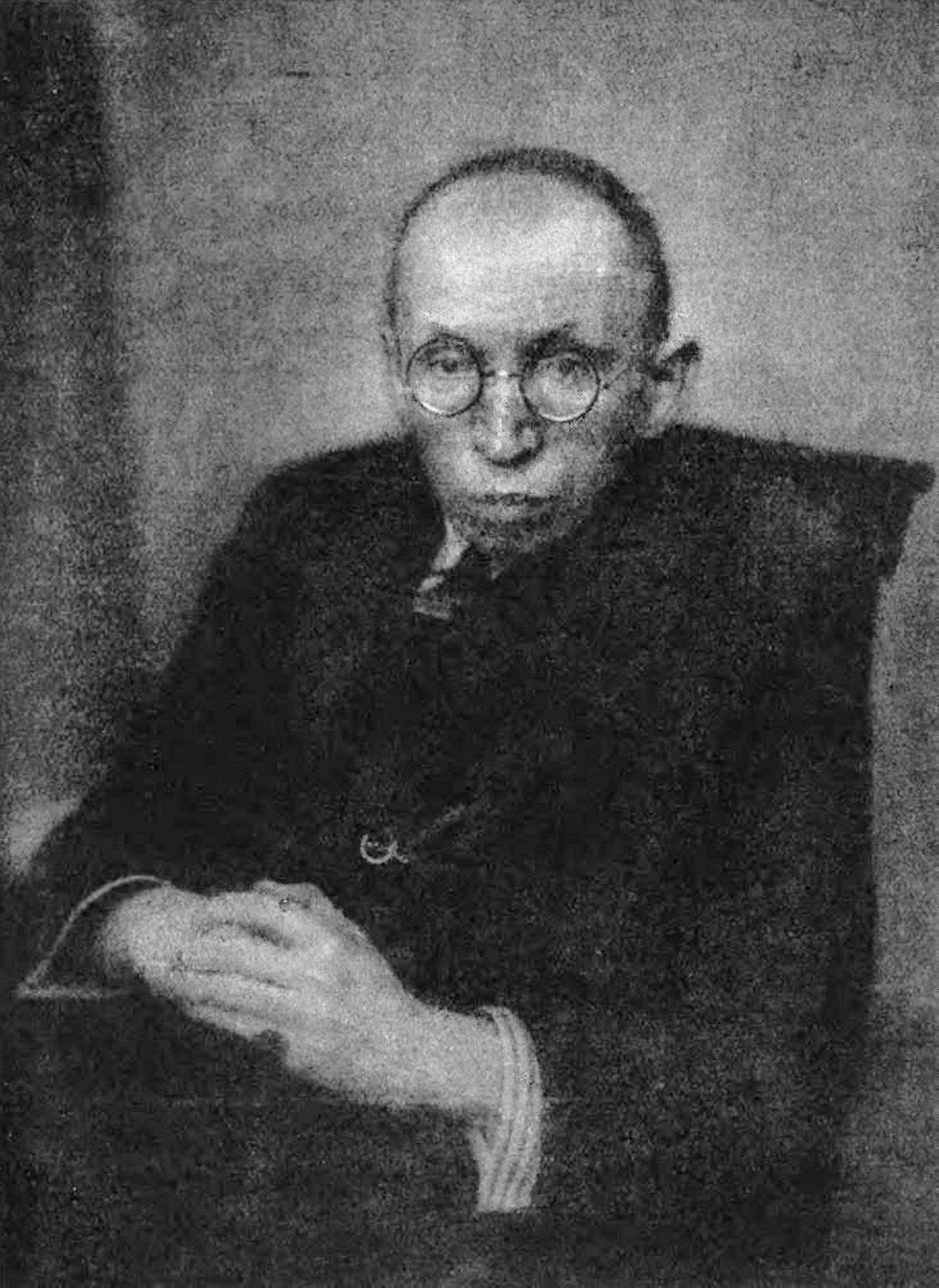
Max Herrmann-Neiße

In der Umschau erschienen u. a. Beiträge von bzw. über Theodor W. Adorno, Raymond Aron, Fernand Auberjonois, Marcel Aymé, Marcel Beaufils, Georges Bernanos, Charles Bettelheim, Léon Blum, Bertolt Brecht (An die Nachgeborenen), André Chamson, Malcolm Cowley, Leon Degand, Otto Freundlich, Alfred Frisch, André Gide, Maxim Gorki, Julien Green, René Grousset, Gerhart Hauptmann, Ingeborg Hecht, Max Herrmann-Neiße, Hermann Hesse (Politische Betrachtungen), Leo Hilberath, Fritz Hochwälder, Max Horkheimer, Ricarda Huch, Karl Jaspers, Jean Jaurès, Kurt Kersten, Barbara Klie, Arthur Koestler, Gerhard Kumleben, André Leroi-Gourhan, Richard Löwenthal, André Malraux, André Maurois, Heinz Maus, Maurice Merleau-Ponty, Henry Miller (Über die Obszönität), Gabriela Mistral, Alexander Mitscherlich, Erich Mühsam, Georges Navel, Ernst Niekisch, Jean d’Ormesson, Gaëtan Picon, Alfred Polgar, Friedrich Pollock, Jules Roy, Jean-Paul Sartre, Joseph Schumpeter, Ignazio Silone, Nicolaus Sombart, Philippe Soupault, Stephen Spender, Karl Heinrich Stein, August Strindberg, Jules Supervielle, Gerhard Szczesny, Kurt Tucholsky, Wilhelm Uhde, Paul Valéry, Boris Vildé, Hanns Vogts. Herausgeber war A. J. Haller, die Schriftleitung hatten ab Heft 3 Heinz Maus und E.-Charlotte Roland.
Viele Artikel widmeten sich dem amerikanischen realistischen Roman und dem französischen Ideenroman.